# Liste der Monuments historiques in Bazoches-sur-Guyonne
Die Liste der Monuments historiques in Bazoches-sur-Guyonne führt die Monuments historiques in der französischen Gemeinde Bazoches-sur-Guyonne auf.

## Liste der Bauwerke
| Bezeichnung          | Beschreibung                                                        | Standort                            | Kennzeichnung | Schutzstatus | Datum | Bild           |
| -------------------- | ------------------------------------------------------------------- | ----------------------------------- | ------------- | ------------ | ----- | -------------- |
| Kirche St-Martin     | Erbaut im 12. Jahrhundert                                           | (Lage)                              | PA78000020    | Inscrit      | 2004  | weitere Bilder |
| Haus von Louis Carré | Wohnhaus, Garage und Swimmingpool, Architekt Alvar Aalto, 1958–1962 | 1, chemin du Saint-Sacrement (Lage) | PA00125460    | Classé       | 1996  |                |

## Liste der Objekte

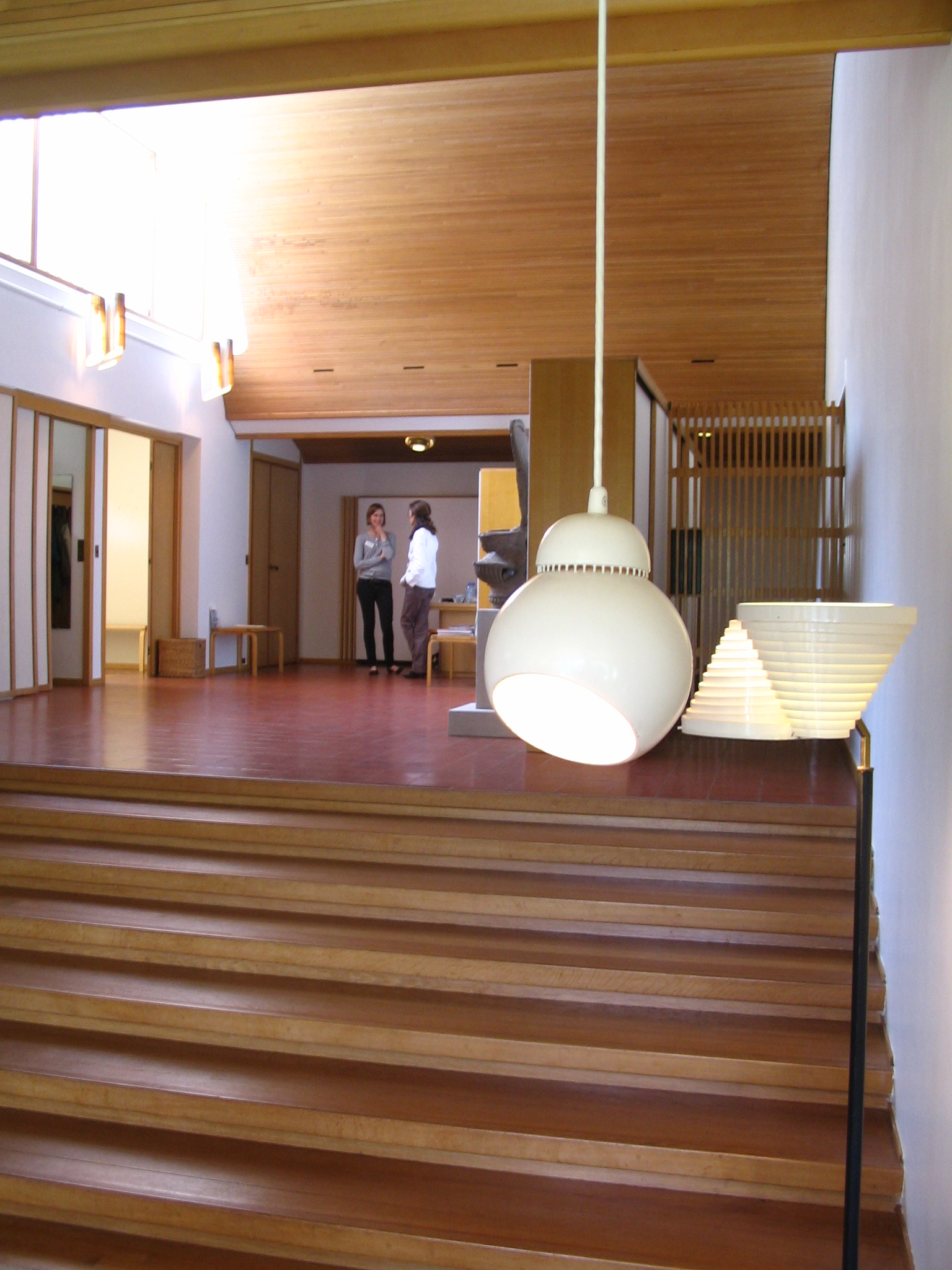
Innenansicht des Hauses von Louis Carré mit denkmalgeschützter Deckenlampe

- Monuments historiques (Objekte) in Bazoches-sur-Guyonne in der Base Palissy des französischen Kultusministeriums